# Hihat

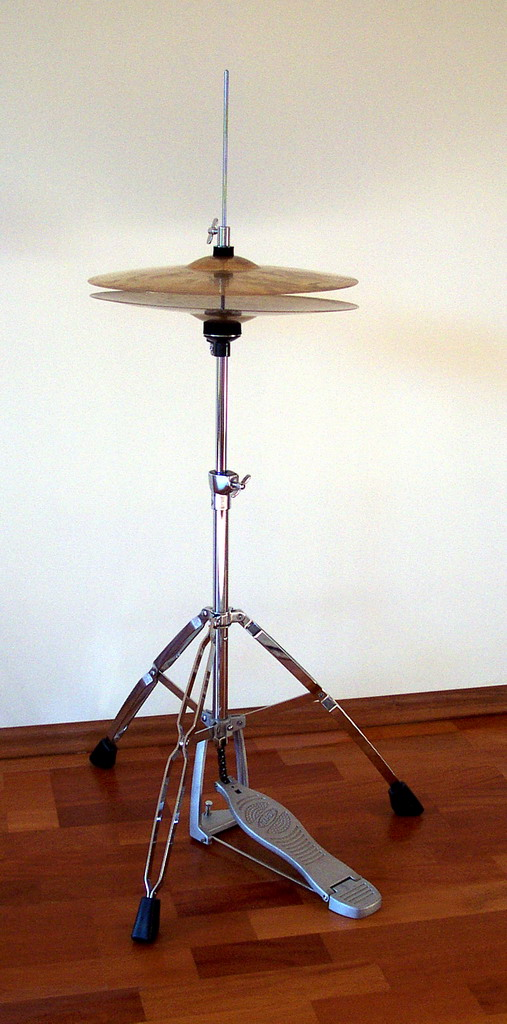
Hihat

Een hihat (Nederlandse uitspr.: [ˈɦɑjɦɛt], Engelse uitspr.: [ˈhaɪhæt]) is een onderdeel van het standaard drumstel. De hi-hat (hihat, high-hat) wordt meestal gebruikt om de maat aan te geven. Bij rechtshandige drummers staat de hi-hat doorgaans links van de snaredrum opgesteld.
Een hi-hat is een combinatie van twee bekkens en een pedaal, gemonteerd op een metalen standaard. De hi-hat bekkens zijn twee kleine tot middelgrote bekkens die horizontaal op de standaard zijn gemonteerd, met de bekkens naar elkaar toe gericht. Het onderste bekken is meestal wat dikker en rust losjes op een verticale buis. Het bovenste bekken is gemonteerd op een verende stang die door deze buis loopt en aan het pedaal is gekoppeld. Met het pedaal kan het bovenste bekken ten opzichte van het onderste bekken worden bewogen.
Door het pedaal in te drukken komen de bekkens tegen elkaar aan. Met een ingetrapt pedaal wordt de hi-hat 'gesloten' genoemd ('gesloten hi-hats'). Door het pedaal los te laten, komen de bekkens los van elkaar. Men spreekt dan van een 'open hi-hat'. Door het bespelen van het bovenste bekken met stokken of brushes, terwijl de druk op het pedaal wordt gevarieërd, ontstaan verschillende klankeffecten.
De hi-hat wordt ook wel charleston of charly genoemd, naar zijn voorloper, het charlestonmechaniek.